# Wohn- und Wirtschaftsgebäude Huntorf 25
Das Wohn- und Wirtschaftsgebäude Huntorf 25 im niedersächsischen Elsfleth-Huntorf, Bauerschaft Moorriem, im Landkreis Wesermarsch, stammt aus dem 18. Jahrhundert.

Aktuell (2023) wird es als Wohnhaus und wohl landwirtschaftlich genutzt.
Das Gebäude steht unter Denkmalschutz (siehe auch Liste der Baudenkmale in Elsfleth).

## Geschichte
Die Marschhufensiedlung Moorriem mit der nördlichen Bauerschaft Huntorf erstreckt sich über etwa 16 Kilometer, wurde nach 1062 gegründet und erhielt im 14. Jahrhundert die heutige Struktur mit den schmalen, oft extrem langgestreckten Parzellen. Im Abstand von ca. 50 bis 100 Metern liegen zahlreiche Hofstellen auf Wurten.
Das eingeschossige giebelständige Wohn- und Wirtschaftsgebäude als Zweiständer-Hallenhaus in Fachwerk mit Steinausfachungen, mit reetgedecktem auf profilierten Knaggen am Wirtschaftsgiebel vorkragendem Krüppelwalmdach mit mehreren Schleppgauben und Niedersachsengiebeln mit Uhlenloch sowie der Grooten Door mit Korbbogen stammt vom Ende des 18. Jahrhunderts. Der Wirtschaftsgiebel und Teile der Traufseiten wurden um 1910 in Backstein erneuert, mit Rahmungen der Bögen, Kantenlisenen und am Giebel ansteigendem stilisierten Konsolfries.
Auf dem schmalen Grundstück mit einer Wurt stehen weitere nicht denkmalgeschützte gewerblich genutzte Gebäude.
Das Landesdenkmalamt befand: „… geschichtliche Bedeutung … als beispielhaftes Fachwerkhallenhaus des späten 18. Jhs. mit im frühen 20. Jh. in Backstein erneuerten Bauteilen … .“
Das Gebäude gehört zum Ensemble der Hofanlagen Huntorf 1, 3, 7, 11, 13 und 25.